# کارول برنت شو
نمایش کارول برنت یا کارول برنت شو (انگلیسی: Carol Burnett Show) یک برنامه تلویزیونی کمدی آمریکایی است که در ابتدا از ۱۱ سپتامبر ۱۹۶۷ تا ۲۹ مارس ۱۹۷۸ از شبکه سی‌بی‌اس به‌مدت ۲۷۹ قسمت پخش شد و بار دیگر با ۹ قسمت در پاییز ۱۹۹۱ پخش شد. در این برنامه کارول برنت، هاروی کورمن، ویکی لارنس و لایل واگنر به ایفای نقش پرداختند. در سال ۱۹۷۵، تیم کانوی، بازیگر مهمان، پس از اینکه واگنر سریال را ترک کرد، به یک بازیگر ثابت تبدیل شد. در سال ۱۹۷۷، دیک ون دایک جایگزین کورمان شد، اما او بیاد پس از ۱۰ قسمت آن را ترک کرد.

## تولید

### بازیگران
- ویکی لارنس
- هاروی کورمن (فصل ۱–۱۰)
- لایل واگنر (فصل ۱–۷)
- تیم کانوی (فصل ۹–۱۱؛ مجری مکرر مهمان در فصل ۱–۸)
- دیک ون دایک (نیمه اول فصل ۱۱)